# Magdalena pokajnica
Magdalena pokajnica je naziv za nekoliko ulja na platnu koja je naslikao francuski barokni slikar Georges de la Tour 1640-ih.
Georges de la Tour je bio uspješan slikar čiji je pokrovitelj jedno vrijeme bio i sam kralj Luj XIII., pa ipak je njegovo ime poslije njegove smrti nestalo, kako bi se otkrilo tek u 20. stoljeću. Proveo je većinu svoje karijere u provincijskom gradiću Lunévilleu u vojvodstvu Lorrain, a najpoznatiji je po evokativnim noćnim prizorima osvjetljenima tek svijećama, te po crvenkastim tonovima sjena, geometrijskoj jednostavnošću kompozicija i ozračja meditacijske mirnoće. La Tourov realizam i dramatični kjaroskuro su doveli do njegova označavanja kao karavađista, iako je dvojbeno da li je ikada posjetio Italiju. Najvjerojatnije je jedan drugi umjetnik iz Lorrainea, Jean Leclerc, karavađist i pionir noćnih prizora, utjecao na La Toura. No, La Tourovo krajnje rukovanje figurama ga smješta među ponajbolje francuske i nizozemske umjetnike realističke tradicije. Njegovo majstorstvo u oslikavanju vještačkog svjetla je pripisano njegovom djetinjstvu u pekarnici.
Marija Magdalena je tradicionalno prikazivana u plitkoj špilji, ili kao starica, ali je La Tour prvi naglasio njezino duhovno stanje u ovom djelu. Utopljena u tenebrističke sjene, ona sjedi s jednom rukom oslonjenoj na lubanji, simbolu smrtnosti, dok zapanjeno gleda u plamen. Ovo usamljeno svjetlo u tami noći je snažna duhovna metafora koja privlači duše bliže Bogu.
Vjeruje se kako je verzija slike koja se čuva u Louvreu najmlađa verzija iz oko 1642. – 1644. god., ali je La Tour naslikao još nekoliko verzija ove slike:
- Magdalena u zrcalu, 1635.-40., ulje na platnu, 113 × 93 cm, Nacionalna galerija umjetnosti, Washington
- Magdalena sa zadimljenim plamenom, 1638.-40., ulje na platnu, 117 cm × 91,76 cm, Općinski muzej Los Angelesa
- Magdalena pokajnica s dva plamena, 1635.-40., ulje na platnu, 134 × 92 cm, Metropolitan, New York